# Guaiac
El guaiac (Guaiacum officinale) és un arbre de la família de les zigofil·làcies, propi de l'Amèrica Central i que proporciona una fusta dura i resistent, força emprada en ebenisteria i també una resina utilitzada com a laxant i estimulant.

## Descripció
Planta medicinal i aromàtica. És un arbre de 15 m d'alçada, escorça grossa, llisa i grisenca. Té les fulles persistents i compostes i ovals. A les petites flors blau marí, amb forma d'estel, succeïxen els fruits de la mida d'una cirera, gairebé amb forma de cor.
Té branques flexibles; fulles de 3 a 9 cm amb 4 a 6 folíols (generalment 4), ovals o obovats, glabres, d'1 a 5 cm, arrodonits a l'àpex, coriacis quan són adults; estípules pubescents, d'1 mm. Els folíols normalment posseeixen nervis prominents en ambdues cares i el nervi central no arriba a la punta del folíol.
Les flors tenen peduncle, són pubescents, tenen sèpals d'ovalats a orbiculars, de 5 a 7 mm, pètals blaus, obovats, de 12 mm, arrodonits o mucronats.
Fruit generalment bicarpel·lar, de 15 a 20 mm, llavors elipsoïdals de 10 a 12 mm.

## Ecologia
El guaiac creix en matorrals xerofítics o boscos secs, consolidats en substrats arenosos o rocosos, sempre en àrees costaneres. La seva àrea de distribució és en l'arc oriental de la regió del gran Carib. S'escampa des de les Bahames i les Antilles Majors, a l'Est passant per les Antilles Menors fins a Barbados, les Antilles holandeses, Venezuela i Colòmbia.

## Vulnerabilitat
Les poblacions de G. officinale han declinat fortament darrerament degut a una explotació excesiva i són amenaçades o properes a l'extinció a una gran part de la seva àrea de distribució natural al Carib. Està en els annexes de CITES.

## Principis Actius
- Furoguaiacidin, guaiacin, furoguaiacin, furoguaiaoxidin.
- Àcids de resina; àcids guaiarètic, hydroguaiarètic, guaiàcic i àcid a i b guaiacònic.
- Miscelània; vainillina, terpenoids incloent-hi el guaiagutin, guaiasaponin.

## Acció farmacològica, usos
Al segle xvi, va ser ràpidament incorporada a la Farmacopea Europea per les seves propietats en el tractament de la sífilis, el reumatisme i febres en general.
El guaiacum officinale s'utilitza també en artritis, la gota i erupcions cutànies.
L'extracte de la fusta i la resina s'utilitza com estimulant, laxant, diurètic i sudorífic. Les serradures de la fusta de guaiac, barrejades amb alcohol s'usen contra el reuma. De la llavor s'extreu un oli analgèsic contra els mals de queixal.
- 1580. De la fusta de guaiac com a remei de la sífilis parlaren alguns autors com Gonzalo Fernández de Oviedo y Valdés i Nicolás Monardes.[1][2][3]

Diverses espècies del gènere produeixen una de les fustes comercials més pesants. La fusta del guaiac s'utilitza principalment per dispositius mecànics en coixinets i en arbres per a hèlixs de vaixell, però també per pebrers, boles de la bolera i estoigs.
- 1943. El submarí USS PAMPANITO (SS-383) estava dissenyat i construït per a funcionar amb coixinets de fusta de guaiac.[4]
  - No fou el primer vaixell en emprar aquesta solució. L'arbre de l'hèlix de molts vaixells actuals disposa de coixinets de rodadura i empenyiment de fusta de guaiac.[5]

L'arbre és un arbre ornamental.

## Toxicitat
Si s'abusa de la seva resina i dels seus fruits pot resultar tòxica.